# بیرکبک، دانشگاه لندن
بیرکبک، دانشگاه لندن (به انگلیسی: Birkbeck, 
University of London) یا به طور رسمی کالج بیرکبک، دانشگاه لندن یک دانشگاه پژوهشی عمومی واقع در بلومزبری لندن و یک موسسه عضو از دانشگاه فدرال لندن است. بیرکبک که در سال ۱۸۲۳ به عنوان مؤسسه مکانیک لندن توسط بنیان‌گذار آن، سر جورج بیرکبک و حامیانش تأسیس شد، یکی از معدود دانشگاه‌هایی است که برنامه‌هایش را در عصر برگزار می‌کند.
ساختمان اصلی بیرکبک، در بلومزبری در منطقه کمدن لندن واقع شده‌است. بیرکبک بیش از ۲۰۰ برنامه کارشناسی و کارشناسی ارشد را ارائه می‌دهد که می توانند به صورت پاره‌وقت یا تمام‌وقت مطالعه شوند، اگرچه تقریباً همه برنامه‌ها در عصر ارائه می‌شوند. فعالیت های آکادمیک بیرکبک در پنج دانشکده تشکیل شده است که به نوزده بخش تقسیم می شوند. بیرکبک که بخشی از دانشگاه لندن است، استانداردهای آکادمیک دانشگاه لندن را به اجرا می‌گذارد و مدرک دانشگاه لندن را اعطا می‌کند. البته همانند سایر کالج‌های دانشگاه لندن، بیرکبک نیز مدرک مستقل هم ارائه می‌دهد.